# Юзеф Гуздек
Ю̀зеф Ян Гу̀здек (на полски: Józef Jan Guzdek) е полски римокатолически духовник, доктор по богословие, викарен епископ на Краковската архиепархия и титулярен епископ на Треба (2004 – 2010), епископ на Полевия ординариат на Полската войска от 2010 година.

## Биография
Юзеф Гуздек е роден на 18 март 1956 година във Вадовице. През 1975 година завършва средно образование в родния си град, след което се записка във Висшата духовна семинария в Краков. Ръкоположен е за свещеник на 17 май 1981 година от кардинал Франчишек Махарски. Служи като викарий в енориите „Св. Петър и Павел“ в Тшебиня, „Св. Климент“ във Величка и в „Св. Анна“ в Краков. През 1998 година защитава докторска дисертация в Папската богословска академия в Краков на тема: „Концепция за нацията и нейната свобода в проповедническото послание на отец Хероним Кайшевич“ (на полски: Koncepcja narodu i jego wolności w kaznodziejskim przekazie ks. Hieronima Kajsiewicza). През 2001 година е избран за ректор на Краковската семинария.
На 14 август 2004 година папа Йоан Павел II го номинира за викарен епископ на Краковската архиепархия и титулярен епископ на Треба. Приема епископско посвещение (хиротония) на 15 септември от кардинал Махарски, в съслужение с арх. Юзеф Ковалчик и арх. Станислав Дживиш. На 4 декември 2010 година папа Бенедикт XVI го номинира за епископ на военната епархия – Полеви ординариат на Полската войска. Приема канонично епархията и влиза в Полевата катедрала във Варшава на 19 декември. През 2015 година е издигнат във военен чин бригаден генерал от президента Бронислав Коморовски.